# ドミティアヌス競技場
ドミティアヌス競技場（ドミティアヌスきょうぎじょう、ラテン語: Stadium Domitiani）は、古代ローマ時代の陸上競技場である。ローマのカンプス・マルティウスの丘にあり、AD86年に第11代ローマ皇帝ドミティアヌスにより開設された。
カンプス・マルティウスにあった公共施設の最も北に位置しており、南隣にはドミティアヌス劇場が建てられていた。

## 歴史

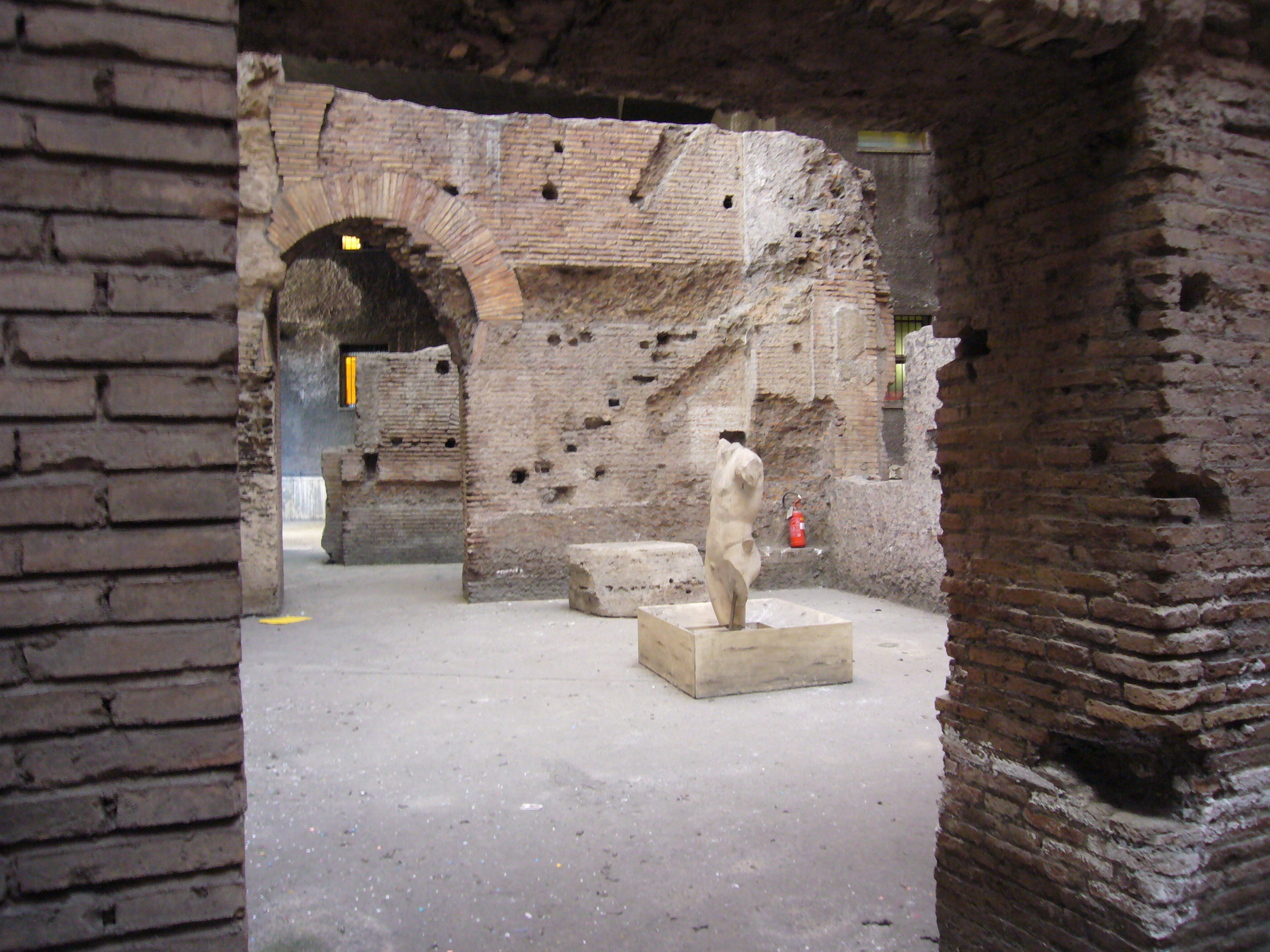
現存する遺構（博物館内）

競技場は79年に起こった火災で焼け落ちた施設の跡地に造られており、80年に建設が決定され、82年から86年に掛けて施工された。完成時には、ローマで初めての常設の（古代ギリシア起源の）陸上競技を行う競技場であった。
U字型のフィールドの長辺長さは200mから250m、階段状の観客席は最前列がフィールドからの高さ4.5m（15ローマン・フィート）最上段の高さは30m（100ft）、収容人員は15,000人から20,000人ほどと推定されている。これは戦車競走を行うキルクス・マクシムスより小規模な大きさである。建物はローマン・コンクリートおよびレンガ造りで、表面に化粧用の大理石パネルが貼られていた。客席部の外観はフラウィウス円形闘技場（コロッセオ）のそれに似たものであった。
競技場は主に陸上競技に使われていたが、217年に起こったフラウィウス円形闘技場の火災後の数年間は、臨時で剣闘士競技が催されることもあった。帝国末期には施設の維持が叶わなくなり、観客席部分の建物は貧しい人の住居として用いられ、フィールドは集会場のような利用をされていたようである。さらに人口も激減し、競技場は廃墟となっていった。
現在、競技場のフィールド部分がナヴォーナ広場となっている。

## アクセス
遺構を展示する博物館は月曜〜土曜10:00〜19:00、日曜10:00〜20:00、入場料8ユーロ。ナヴォーナ広場は入場無料（公共の広場）
- ローマ地下鉄A線 バルベリーニ駅 より西へ約1.5km または スパーニャ駅 より南西へ約1.5km
- ATACバス 30,70,81,87系統等 Senatoバス停 より西へ100m以内